# Plusiocampa lagari
Plusiocampa lagari es una especie de hexápodo dipluro cavernícola de la familia Campodeidae. Es endémica del sursudeste de la península ibérica (España).